# Rybníky pod Kosickou rozhlednou
Rybníky pod Kosickou rozhlednou o výměře vodní plochy 2,0 ha rybník I a 0,2 ha rybník II (měřeno ve směru od obce Kosice) se nalézají asi 1 km severozápadně od centra obce Kosice v okrese Hradec Králové pod Kosickou rozhlednou. Na velkém rybníce byl vybudován lovecký srub.
Rybníky byly vybudovány počátkem 21. století soukromým majitelem firmy Stavoka Kosice a jsou majitelem využívány pro rekreaci a sportovní rybolov.
Rybníky se nacházejí v malebné obci Kosice.

## Galerie

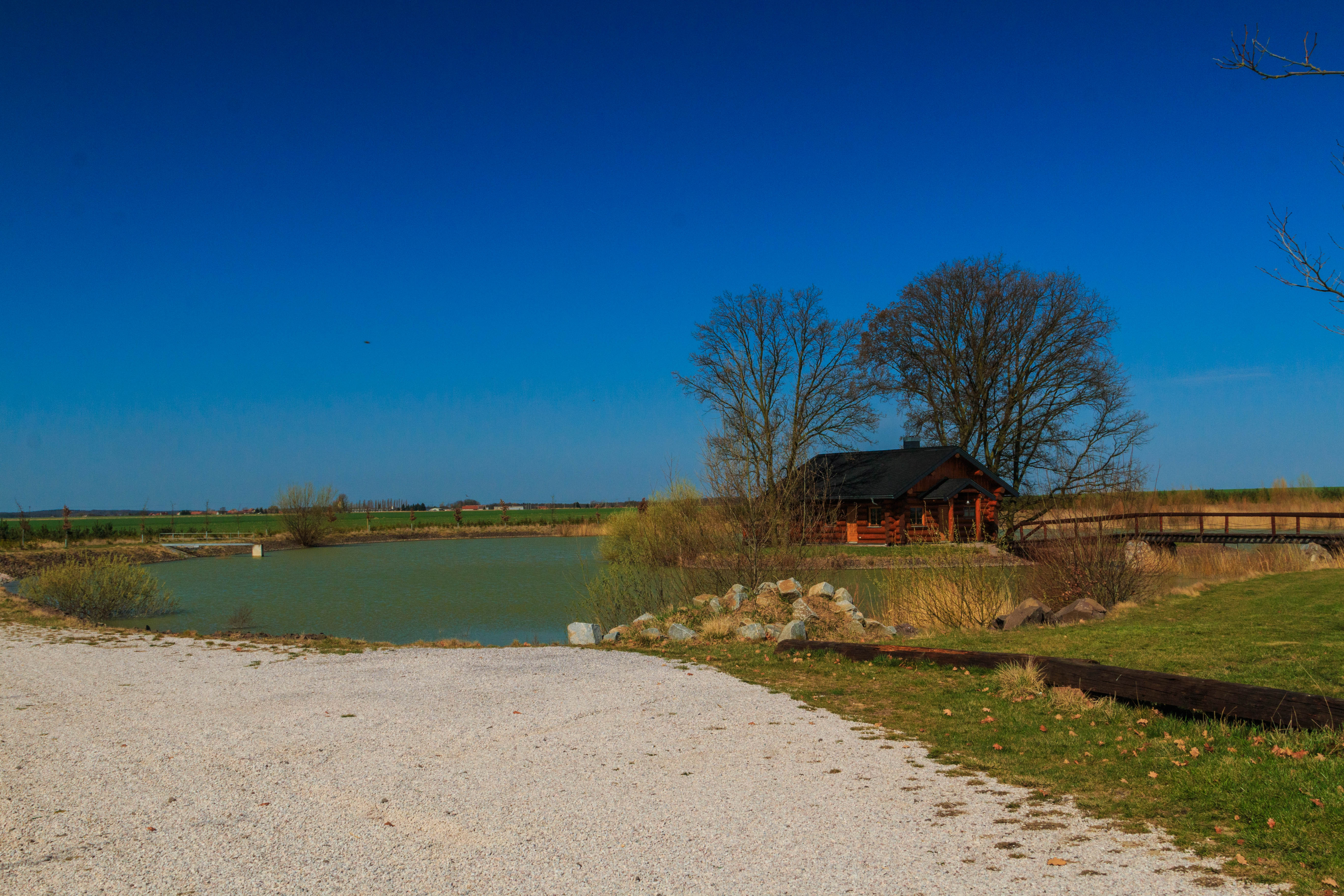
Rybníky pod Kosickou rozhlednou
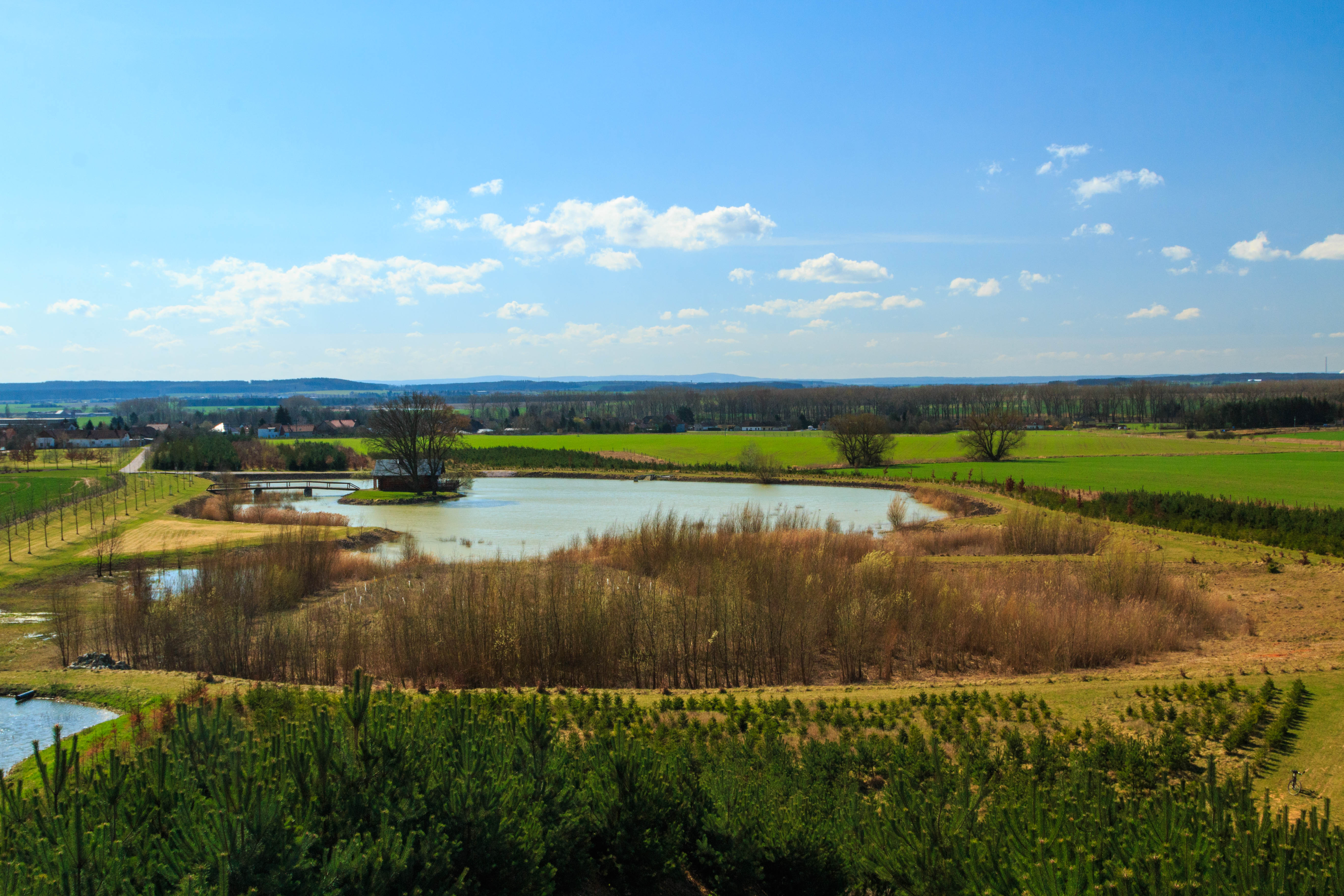
pohled na rybníky z kosické rozhledny
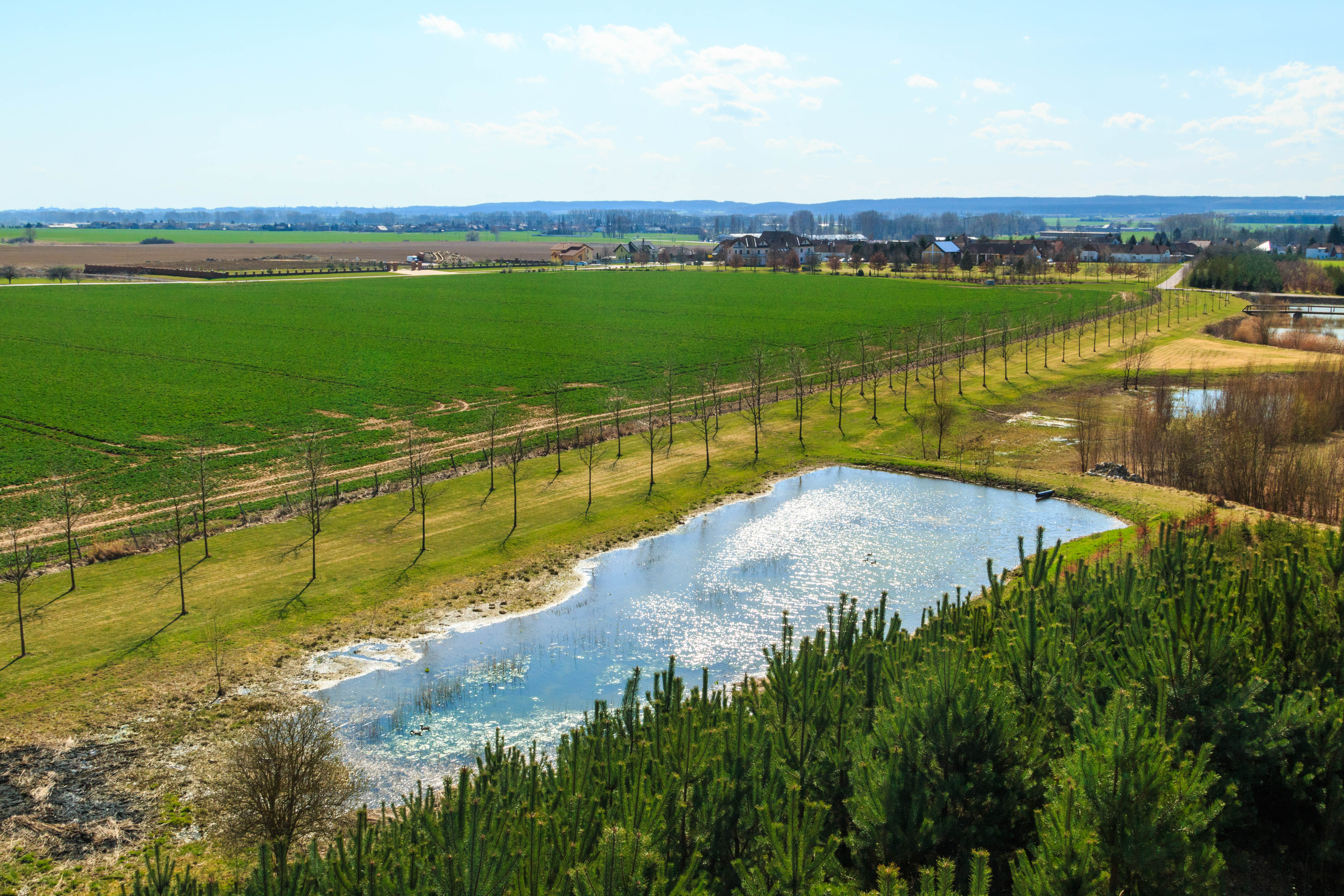
pohled na rybníky z kosické rozhledny
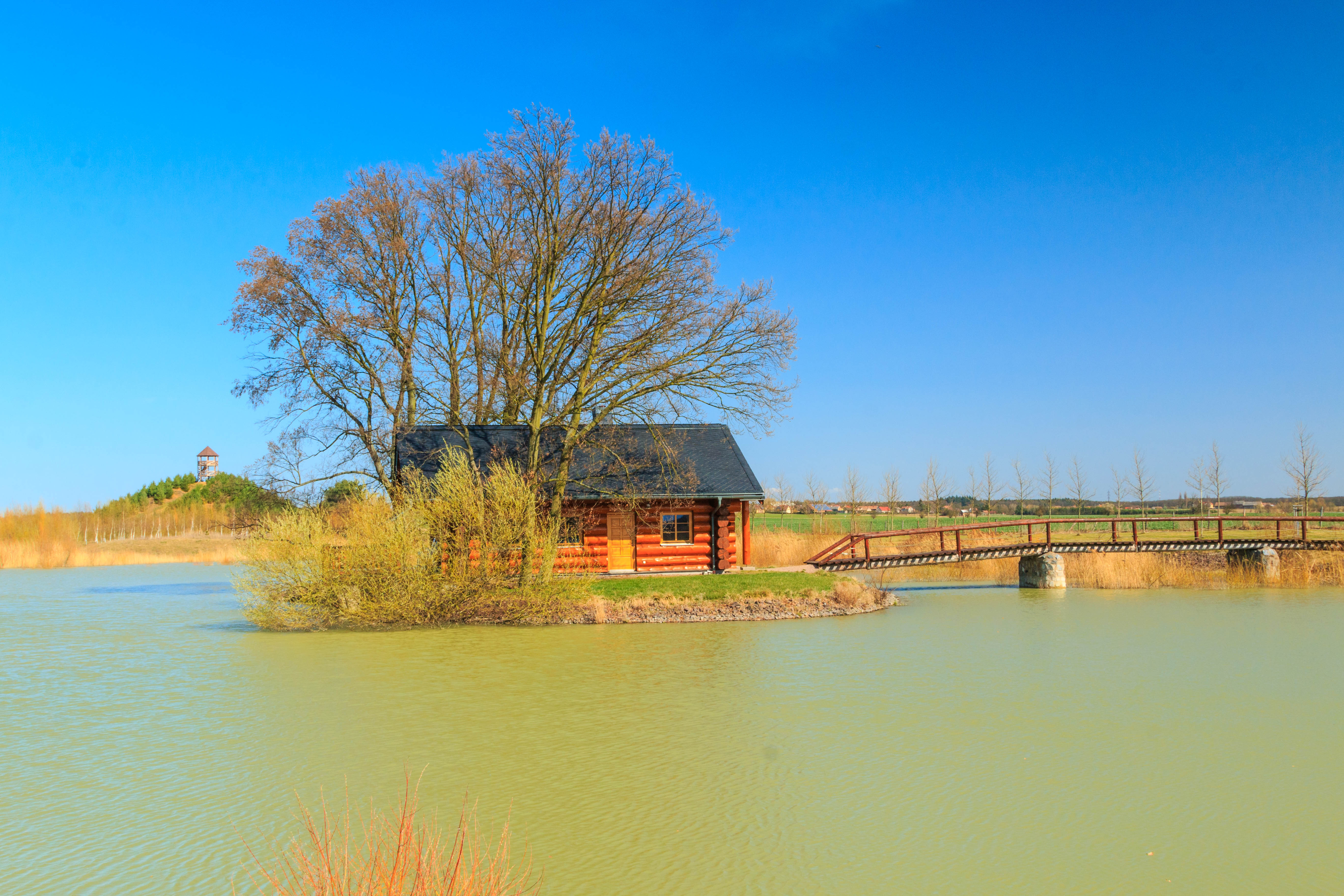
Rybníky pod Kosickou rozhlednou - rybářský srub